# Dipyramide allongée
En géométrie, les dipyramides allongées sont un ensemble infini de polyèdres, construits par allongement d'une bipyramide n-gonale (en insérant un prisme n-gonal entre ses moitiés congrues).
Trois dipyramides allongées constituées de triangles équilatéraux et de carrés sont des solides de Johnson. Des dipyramides allongées plus hautes peuvent être construites sur le même prisme avec des triangles isocèles.

## Formes
- Le diamant triangulaire allongé (J14) - 6 triangles, 3 carrés - dual : la bipyramide triangulaire tronquée
- Le diamant carré allongé (J15) - 8 triangles, 4 carrés - dual : la bipyramide carré tronqué
- Le diamant pentagonal allongé (J16) - 10 triangles, 5 squares - dual : la bipyramide pentagonale tronquée
- Les diamants allongés n-gonaux - 2n triangles, n carrés - duaux : les bipyramides tronquées n-gonales